# Cimetière du Père-Lachaise
Cimetière du Père-Lachaise (ofte blot Père-Lachaise) er den største kirkegård i Paris. Den blev anlagt i 1804. Det var her, Pariserkommunen udkæmpede sit sidste slag den 28. maj 1871, og de sidste 147 overlevende blev stillet op ad Mur des Fédérés og skudt. Her er i dag en altid blomstersmykket fællesgrav.

## Berømtheder begravet på Père-Lachaise
En lang række både franske og udenlandske berømtheder kendt for alverdens ting er begravet på Père-Lachaise. Blandt dem kan nævnes:
- Jean-Pierre Aumont
- Sarah Bernhardt
- Gustave Caillebotte
- Maria Callas
- Frédéric Chopin
- Auguste Comte
- Jacques-Louis David
- Gérard Debreu
- Eugène Delacroix
- Claude Jade
- Charles Messier
- Molière
- Yves Montand
- Jim Morrison
- Michel Ney
- Georges Perec
- Édith Piaf
- Camille Pissarro
- Marcel Proust
- Gioacchino Rossini
- Georges-Pierre Seurat
- Oscar Wilde

Desuden hævdes det, at Héloïse ligger begravet på Père-Lachaise.

## Galleri
- Père-Lachaise om foråret
- Jim Morrisons grav
- Marcel Prousts grav